# 5 Kanadyjska Dywizja Pancerna
5 Kanadyjska Dywizja Pancerna, oficjalnie 5th Canadian (Armoured) Division – kanadyjska dywizja pancerna istniejąca w latach 1917–1918, 
1941–1945 oraz obecnie od 2013 roku. 

## Formowania i walki
Powstała podczas I wojny światowej, lecz praktycznie nie wzięła udziału w walkach. W okresie II wojny światowej została sformowana 27 lutego 1941, z początku jako 1 Kanadyjska Dywizja Pancerna. W czerwcu 1941 r. zmieniono jej nazwę, a pod koniec roku została przewieziona do Wielkiej Brytanii na intensywne szkolenia. Od listopada 1943 do stycznia 1945 walczyła we Włoszech, gdzie brała udział w przełamaniu linii Hitlera i linii Gotów, a następnie została przetransportowana do Północno-Zachodniej Europy, gdzie do końca wojny brała udział w działaniach w Holandii i Niemczech w składzie 1 Armii Kanadyjskiej. Dywizja została rozwiązana po kapitulacji III Rzeszy. Reaktywowano ją w 2013 r.